# Hair

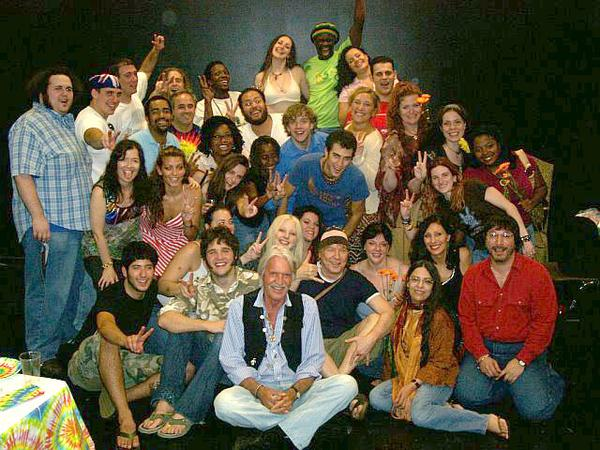
Michael Butler (con il gilet nero) e James Rado (con il cappello, dietro Butler), insieme al cast della produzione di Hair a Red Bank (New Jersey), del settembre 2006

Hair (Hair: The American Tribal Love-Rock Musical) è un musical rock scritto da James Rado e Gerome Ragni (testi) e Galt MacDermot (musica). Rappresenta uno dei prodotti più importanti della controcultura hippie degli anni sessanta ed ebbe un notevole successo.

## Trama
Un gruppo politicamente attivo di "capelloni" (the tribe), "hippies dell'età dell'Acquario", combattono la coscrizione alla guerra del Vietnam e conducono insieme una vita da bohème a New York. La loro lotta ruota intorno al tentativo di creare un equilibrio tra l'armonia della vita comunitaria e i nuovi valori promossi dalla rivoluzione sessuale, da un lato, e la ribellione pacifica contro la guerra e i valori conservatori dei genitori e della società, dall'altro. Claude, che si imbatte casualmente nel gruppo, proveniente dal mid-west con il suo carico di valori tradizionali, deve decidere se rigettare gli obblighi di leva così come hanno fatto i suoi amici.

## Storia
I due autori Rado e Ragni si conobbero nel 1964, recitando insieme la pièce teatrale Hang Down Your Head and Die (una produzione off-Broadway). Cominciarono a scrivere insieme Hair agli inizi del 1965. I personaggi principali, Claude e Berger, risultano evidentemente autobiografici: il Claude di Rado è romantico e pensoso, mentre il Berger di Ragni è tipicamente estroverso e spaccone. La loro stretta e insieme volubile relazione è sintetizzata dalla ben nota ballata Easy to be Hard. Lo stesso Rado ha affermato: "Eravamo grandi amici. Era una relazione assai appassionata che noi canalizzammo nella creatività, nella scrittura, nella creazione di questa pièce. Drammatizzammo il nostro rapporto". Fu un quadro intitolato Hair che i due videro ad una mostra al Whitney Museum che li ispirò per il titolo dello show. Il quadro consisteva in un pettine e poche ciocche di capelli su una tela vuota.
Sul Los Angeles Times, Rado indicò la materia prima che servì di ispirazione per il musical in "una combinazione di alcuni personaggi che avevamo incontrato per la strada, di gente che conoscevamo e della nostra stessa immaginazione. Conoscevamo quel gruppo di ragazzi dell'East Village che si abbandonavano e che sfuggivano alla leva, e c'erano anche un sacco di articoli sui giornali sui ragazzi cacciati dalla scuola per essersi lasciati crescere troppo i capelli, e noi mettemmo dentro lo show anche loro". Rado ricorda anche che "C'era moltissimo entusiasmo nelle strade e nei parchi e nelle zone hippie, e noi pensammo che se avessimo potuto trasmettere questa eccitazione al palco sarebbe stato meraviglioso. [...] Bazzicavamo i loro giri e andavamo ai loro be-in [e] ci lasciavamo crescere i capelli". Molti membri del cast (Shelley Plimpton in particolare) furono arruolati direttamente dalla strada.
Rado e Ragni provenivano da differenti retroterra artistici. Al college, Rado scriveva recensioni musicali ed aspirava a divenire un compositore per Broadway, nella tradizione di Richard Rodgers e Oscar Hammerstein II. Studiò poi recitazione con Lee Strasberg. Ragni, d'altro canto, era un attivo membro dell'Open Theater di New York, uno dei tanti gruppi, per lo più Off-Off-Broadway, che sviluppavano tecniche proprie del teatro sperimentale. Ragni avrebbe poi introdotto Rado negli stili del teatro moderno e nei metodi appresi all'Open Theater. Nel 1966, mentre i due erano impegnati nella scrittura di Hair, Ragni si esibì in Viet Rock, produzione dell'Open Theater scritta da Megan Terry incentrata su alcuni giovani schierati nella guerra in Vietnam. Oltre al tema della guerra, Hair finì per riprendere da Viet Rock la stessa tecnica di improvvisazione e gli stessi esercizi di laboratorio teatrale.
Quando il lavoro di Rado e Ragni era giunto ad una buona definizione, i due portarono il materiale al produttore Eric Blau, il quale, attraverso il comune amico Nat Shapiro, mise in contatto gli autori con il compositore canadese Galt MacDermot. MacDermot aveva vinto un Grammy Award nel 1961 per la composizione African Waltz (registrata dal sassofonista Cannonball Adderley). "Lavoravamo indipendentemente", ha spiegato MacDermot a proposito del processo creativo. "Io preferisco così. Loro mi consegnavano il materiale ed io lo mettevo in musica". Nelle prime tre settimane, MacDermot completò le canzoni I Got Life, Ain't Got No, Where Do I Go e Hair. Aquarius fu inizialmente concepita come un pezzo sperimentale e non-convenzionale, ma in seguito MacDermot cambiò idea e lo trasformò nella forma attuale. È interessante notare che lo stile di vita di MacDermot era assai diverso da quello di Ragni e Rado: "Portavo i capelli corti, avevo una moglie e - all'epoca - quattro figli. Vivevo a Staten Island".

## Controversie
L'irriverenza nei confronti della bandiera statunitense, il modo in cui sono descritti l'uso illegale di droghe e la sessualità, le scene di nudo (accade che l'intero cast sia nudo in scena) hanno provocato numerosissime controversie.
Altre novità importanti furono l'utilizzo di un cast multietnico e l'invito rivolto al pubblico, nel finale, di partecipare in scena ad un be-in.

## Personaggi e interpreti originali
Gli interpreti originali fanno riferimento alle prime edizioni, Off-Broadway e Broadway.
- Claude Hooper Bukowski: Walker Daniels/James Rado
- George Berger: Gerome Ragni
- Sheila Franklin: Jill O'Hara/Lynn Kellogg
- Jeanie: Sally Eaton
- Neil "Woof" Donovan: Steve Dean/Steve Curry
- Hud: Arnold Wilkerson/Lamont Washington
- Crissy: Shelley Plimpton

La produzione originale di Broadway comprendeva inoltre:
- Melba Moore (Dionne)
- Ronnie Dyson (interprete di Aquarius)
- Paul Jabara
- Diane Keaton

## Canzoni
Atto I
- Aquarius (coro e una solista, spesso Dionne)
- Donna (Berger e coro)
- Hashish (coro)
- Sodomy (Woof e coro)
- Colored Spade (Hud, Woof, Berger, Claude e coro)
- Manchester England (Claude e coro)
- I'm Black/Ain't Got No (Woof, Hud, Dionne e coro)
- I Believe in Love (Sheila e coro)
- Hair (Jeanie con Crissy e Dionne)
- Initials (L.B.J.) (coro)
- I Got Life (Claude e coro)
- Going Down (Berger e coro)
- Hair (Claude, Berger, e coro)
- My Conviction (Margaret Mead)
- Easy to Be Hard (Sheila)
- Don't Put It Down (Berger, Woof e corista maschile)
- Frank Mills (Crissy)
- Be-In (Hare Krishna) (coro)
- Where Do I Go? (Claude e coro)

Atto II
- Electric Blues (coro)
- Black Boys (coro)
- White Boys (coro)
- Walking in Space (coro)
- Yes, I's Finished/Abie Baby (Abraham Lincoln e coro)
- What a Piece of Work Is Man (coro)
- Good Morning Starshine (Sheila e coro)
- The Bed (coro)
- Aquarius (reprise) (coro)
- Manchester England (reprise) (Claude e coro)
- Eyes Look Your Last (Claude e coro)
- The Flesh Failures (Let the Sunshine In) (Claude, Sheila, Dionne e coro)

## Edizioni
- Il debutto del musical off-Broadway avvenne il 17 ottobre del 1967 al Public Theater fondato da Joseph Papp con Ragni (da cui venne inciso il primo album per la RCA Victor) e 45 repliche dal 22 dicembre in una discoteca della Midtown di Manhattan, lo show esordì a Broadway al Biltmore Theatre il 29 aprile del 1968 con Rado, Ragni, Paul Jabara e Diane Keaton. A questo esordio seguirono 1750 performance con Ben Vereen, Keith Carradine, Barry McGuire, Ted Lange e Meat Loaf fino al 1º luglio 1972.[16] Di questa edizione venne inciso un album che raggiunse la prima posizione in Germania, la terza nei Paesi Bassi e la quarta in Norvegia e vinse il Grammy Award Best Score from an Original Cast Show Album 1968.
- Dalla fine del 1968 va in scena a Los Angeles con Rado e Ragni e nelle repliche Vereen, Ted Neeley, Loaf, Gloria Jones, Jobriath, Jennifer Warnes e Dobie Gray. A Chicago va in scena con Joe Mantegna ed Alaina Reed-Hall, a Detroit con David Patrick Kelly e Loaf, a Seattle con Bob Bingham ed a San Francisco con Philip Michael Thomas.
- Dal 27 settembre 1968, ebbe inizio una produzione londinese per il Teatro del West End con Elaine Paige, Marsha Hunt (cantante), Richard O'Brien e Tim Curry (1.997 repliche fino al luglio 1973). Lo show non sarebbe stato realizzabile nel Regno Unito senza drastiche modifiche prima dell'abolizione, datata proprio nel 1968, del Theatre Act del 1737, sorto per proteggere la politica di Robert Walpole dalla satira teatrale.
- Sempre nel 1968 va in scena una produzione tedesca a Monaco di Baviera con Donna Summer e Liz Mitchell.
- Il 6 giugno 1969 va in scena una produzione australiana per la regia di Jim Sharman a Sydney e nello stesso anno Sônia Braga va in scena in una produzione brasiliana.
- La prima edizione italiana va in scena al Teatro Sistina di Roma nel 1970 (regia di Victor Spinetti e adattamento dei testi di Giuseppe Patroni Griffi. Interpreti Giselda Castrini, Glen White, Ronnie Jones, Loredana Bertè, Angela Pagano, Renato Zero e Teo Teocoli[17])[18].
- Nel 1984 l'impresario teatrale statunitense Peter Klein portò nuovamente il musical in giro per l'Europa, con spettacoli in Francia, Svizzera, Spagna, Austria, Germania ed Italia.[19]
- "Hair The Musical" produzione firmata dal Teatro delle Erbe srl di Milano per la stagione 2008-2009 con Elisa[20] alla direzione musicale, David Parsons per le coreografie, Giampiero Solari alla regia insieme a Luca Tommassini.[21]
- Nel 2019 il musical torna in scena in Italia in una versione in italiano con canzoni in lingua originale prodotta da MTS Entertainment in collaborazione con la Compagnia della Rancia debuttando al Teatro della Luna.

## Adattamenti
Già nel 1973 era stata offerta la regia di una riduzione cinematografica a George Lucas, il quale, però, rifiutò, per girare American Graffiti.
La versione cinematografica venne infine girata da Miloš Forman, già celebre autore grazie al successo di Qualcuno volò sul nido del cuculo (1975), che ne volle fare una trasposizione cinematografica nel 1979. Lo spirito hippy su cui si era basato il musical teatrale del '67, "testimonianza ingenua ed entusiasta di un'epoca precisa", si era ormai ampiamente esaurito e "i giorni di pace, amore e musica si erano persi nel vortice di guerra, cinismo e droga".

## Discografia parziale

### Album
- 1967 - New York Shakespeare Festival Public Theater Hair - An American Tribal Love-Rock Musical
- 1968 - The Original Broadway Cast Hair - The American Tribal Love-Rock Musical (The Original Broadway Cast Recording)
- 1968 - London Cast Hair
- 1968 - "Haare" Ensemble Haare (Hair) edizione del musical in tedesco
- 1969 - James Last Hair cover easy listening del musical
- 1969 - Mort Garson Electronic Hair Pieces cover in versione elettronica del musical
- 1970 - Edmundo Ros and his Orchestra Hair Goes Latin cover in versione latin easy listening del musical
- 1979 - Galt MacDermot Hair (Original Soundtrack Recording) colonna sonora del film

### EP
- 1972 - Frank Valdor und sein Orchester Hair